# Артёмовка (Калининградская область)
Артёмовка — посёлок в Неманском городском округе Калининградской области России. 

## Население
| 2002 | 2010 |
| ---- | ---- |
| 115  | ↘100 |

## История
Населённый пункт Аргенхоф в 1946 году был переименован в посёлок Артёмовку.
С 30 июня 2008 года по 18 октября 2016 года посёлок входил в состав Неманского городского поселения.